# Амлен, Марк-Андре
Марк-Андре Амлен (фр. Marc-André Hamelin; род. 5 сентября 1961, Монреаль) — канадский пианист и композитор.

## Биография
Учился в Музыкальной школе имени Венсана д’Энди у Ивонны Юбер, ученицы Альфреда Корто (при Монреальском университете), а затем получил звания бакалавра и магистра в Темпльском университете Филадельфии (где впоследствии поселился), работая под руководством Рассела Шермана и Харви Видена.
В 1985 году началась его карьера: он получает первый приз на конкурсе в Карнеги-холле. С тех пор часто даёт концерты на множестве международных музыкальных концертов; программа произведений часто объединена какой-то одной тематикой (как и его диски, например «Калейдоскоп» (2001)). Он выступает соло и с оркестром в Северной Америке, Европе, Азии и Австралии. Амлен также уделяет время камерным выступлениям и записям.
Ранние записи Амлена для лейблов CBC, Altarus, New World and Music и Arts labels содержат музыку Болкома, Вольпе, Айвза, Сорабджи и Годовского. После этого Амлен заключил эксклюзивный контракт с Hyperion Records, в результате чего новые диски стали выходить чаще, что в сочетании с большой широтой репертуара позволило ему быстрее взойти на «звёздный» небосклон. Впоследствии им были записаны сольные произведения и фортепианные концерты таких композиторов, как Алькан, Бузони, Метнер, Регер, Ржевски, Скрябин, Вилла-Лобос, Вайссенберг, Грэйнджер — и это лишь часть. Его записи были номинированы на многочисленные музыкальные конкурсы и получали престижные награды. Сборник сонат Гайдна, кажущийся по сравнению с остальным его репертуаром ординарным, стал бестселлером 2007 года для студии Hyperion. Релиз 2010 года, «12 этюдов собственного сочинения» (ставящие Амлена ещё ближе к Листу и Годовскому), принёс пианисту девятую «Грэмми» и первый приз на конкурсе, проводимом Немецкой ассоциацией музыкальных критиков.
Живёт в настоящее время в Бостоне.

## Творчество
Мировую славу принесли Амлену интерпретации произведений композиторов XX века: Чарлза Айвза, Эйтора Вилла-Лобоса, Ферруччо Бузони, а также «теневых классиков» русской музыки первой половины XX века — Николая Метнера, Георгия Катуара, Николая Рославца. Особое место в репертуаре Амлена занимают композиторы, известные беспрецедентной технической сложностью своей фортепианной музыки: Лист, Алькан, Сорабджи. По мнению британского музыкального критика Джереми Николаса, запись Концерта для фортепиано соло Op. 39 Nos. 8-10 Алькана, осуществлённая Амленом, — «одна из наиболее ошеломляющих демонстраций пианистической виртуозности, когда-либо записанных на диск».
Амлену также принадлежит ряд собственных сочинений, главным образом для фортепиано. Амлен написал несколько произведений для механического пианино, в том числе знаменитый «Цирковой галоп» (англ. Circus galop), который невозможно сыграть ни в две, ни в четыре руки; это произведение предназначено для механического фортепиано, максимальное количество одновременно воспроизводимых дорожек, как видно из авторской рукописи, равно 12.

## Дискография и записи
Марк-Андре Амлен записывается исключительно для лейбла Hyperion, хотя в ранние годы было выпущено несколько дисков других звукозаписывающих компаний.

## Награды
- Премия Вирджинии Паркер лучшему молодому музыканту Канады (1989)
- Офицер ордена Канады
- Рыцарь Национального ордена Квебека.
- Пожизненная премия Немецкой ассоциации музыкальных критиков (2003)
- Введён в Зал славы журнала Gramophone[5].

## Комментарии
1. ↑  В собственном произношении фамилия звучит как Хемлин[2]